# Maximilian Lika
Maximilian Lika (* 8. September 1985 in Augsburg) ist ein deutscher Bariton/Bass.

## Leben und Wirken
Der aus einer bedeutenden Musikerfamilie stammende Lika studierte an der Hochschule für Musik Augsburg/Nürnberg bei Edith Wiens und pflegt ein reges, internationales Konzertschaffen. Dabei führten ihn Konzertreisen durch ganz Europa und zu Festivals wie dem Europäischen Musikfest Stuttgart, dem Heidelberger Frühling, den Würzburger Bachtagen, dem Hohenloher Kultursommer, den Haller Bachtagen oder dem Deutschen Mozartfest. Maximilian Lika arbeitete mit renommierten Ensembles und Künstlern wie den Stuttgarter Philharmonikern, der Gächinger Kantorei, den Hymnuschorknaben, Handel’s Company, L’arpa festante, dem Würzburger Bachorchester, den Kölner Symphonikern, der Camerata vocale Berlin, der Bayerischen Kammerphilharmonie, dem Orchestra of the Age of Enlightenment (London), den Berliner Symphonikern, Hartmut Höll, Peter Kreutz, dem Klavierduo Stenzl, Konstantin Lukinov, Felix Krieger, Anatol Ugorski, Helmuth Rilling und Karl Heinz Bloemke zusammen.
Lika ist zudem ein gefragter Interpret zeitgenössischer Musik. So interpretierte er bspw. in Anwesenheit des Komponisten Oskar Gottlieb Blarrs Jesus Passion, Frank Martins „Et in terra pax“ und „Golgotha“ oder Jürgen Essls (* 1961) „Auf der anderen Seite des Monds“.
Maximilian Lika war Stipendiat des Cusanuswerkes, von Live Music Now und des Richard Wagner Verbandes. Er erhielt den Kunstförderpreis der Stadt Augsburg und wurde beim Internationalen Gesangswettbewerb „Concorso Musica Sacra“ in Rom mit dem „Premio Oratorio“ prämiert. Seine Interpretation der Winterreise wurde mit dem Augsburger Medienpreis ausgezeichnet.
Maximilian Lika ist Gründer und Vorsitzender des Ensemble Naumann.